# Rhodesia
För andra betydelser, se Rhodesia (olika betydelser).
Rhodesia, från 1970 Republiken Rhodesia, var en republik i södra Östafrika som existerande mellan 1965 och 1979.
Regionen var dessförinnan ett brittiskt kolonialområde och var uppdelat i Sydrhodesia (dagens Zimbabwe) och Nordrhodesia (dagens Zambia). Den 24 oktober 1964 blev Nordrhodesia en självständig stat vid namn Zambia. Den 11 november 1965 förklarade Sydrhodesia ensidigt självständighet under namnet Rhodesia, formellt med syfte att fortsätta som konstitutionell monarki inom Samväldet. Storbritannien, liksom övriga FN-medlemmar, avstod dock från att erkänna den nya staten, och 1970 utropades republik. 
Republiken varade till 1979, varefter det reformerades till Zimbabwe efter en längre tids interna konflikter och oroligheter.

## Namnet
Regionen fick namnet Rhodesia 1895, då som ett brittiskt kolonialområde, efter den brittiske finansmannen och kolonialpolitikern Cecil Rhodes.

## Historia
I samband med Kapplöpningen om Afrika under slutet av 1800-talet slöt hövdingen i Matabeleland 1888 fördrag med Cecil Rhodes, varigenom matabeleväldet i realiteten politiskt och ekonomiskt kom under brittisk kontroll. Som organ för den brittiska expansionen stiftade Rhodes 1889 British South Africa Company och hela området ställdes under kompaniets överhöghet. Huvudstaden Salisbury, nuvarande Harare, anlades 1890. Området erhöll 1895 efter Rhodes namnet Rhodesia.
För kontroll av kompaniets politik och förvaltning tillsattes 1898 en inför brittiska regeringen ansvarig resident commissioner. Efter boerkriget uppstod en stark rörelse för Rhodesias förvandling till brittisk kronkoloni, ett problem, som länge var ett av de mest brännande inom den sydafrikanska politiken. Först 1923 blev Sydrhodesia, Rhodesia söder om Zambesifloden, brittisk kronkoloni. Det övriga Rhodesia, som 1911 sammanslagits till ett förvaltningsområde, Nordrhodesia, erhöll liknande ställning 1924. Sydrhodesia erhöll självstyrelse, och en folkvald lagstiftande församling upprättades. I Nordrhodesia inrättades ett lagstiftande råd, bestående av ämbetsmän och valda representanter.
Redan kort efter 1924 började man diskutera möjligheten av att förena de två kolonierna. En brittisk kommission föreslog 1939, att Nordrhodesia och Nyasaland skulle förenas, men först 1953 uppnåddes enighet och av de tre kolonierna bildades Centralafrikanska federationen. År 1964 blev Nordrhodesia självständigt som Zambia och 1965 deklarerade Sydrhodesias regering ensidigt sin självständighet under namnet Rhodesia.

## Rhodesia 1965–1980
Under Ian Smiths ledning utropade sig Rhodesia den 11 november 1965 ensidigt som självständigt från Storbritannien. Efter att ha misslyckats med en försoning med Storbritannien och detta avstått från militär intervention bytte landet, som inte fick erkännande av någon stat i FN, den 2 mars 1970 namn till Republiken Rhodesia. Från 1972 förde olika svarta gerillarörelser en väpnad kamp mot Rhodesia, där den kommunistiska rörelsen ZANU - Patriotic Front under ledning av Robert Mugabe kom att dominera, med ZAPU som rival, stundom lierad. ZANU stöddes regelmässigt av Kina, ZAPU av Sovjetunionen. Inbördeskriget, kombinerat med ökat internt missnöje, en mer kritisk ekonomisk situation och eskalerande vit emigration, samt påtryckningar från Storbritannien, Sydafrika och USA, ledde till en uppgörelse med den fredliga svarta oppositionen och ett bildande av Zimbabwe-Rhodesia 1979, efter allmänna val efter vilka Abel Muzorewa blev premiärminister, formellt för en samlingsregering, där Smith ingick. Det internationella trycket fortsatte emellertid då ZANU och ZAPU valt bojkotta valen och fortsatte kampen mot den nya regimen, vilket ledde till att Zimbabwe-Rhodesia efter förhandlingar i Lancaster House i London omvandlades till republiken Zimbabwe den 11 april 1980, efter att Storbritannien först kortvarigt formellt hade återtagit det koloniala styret, som i formell mening aldrig upphört från engelsk synpunkt. Zimbabwes självständighet erkändes därefter omedelbart av Storbritannien och det internationella samfundet. Robert Mugabe ledde landet, först som premiärminister och från 1987 som president fram till den 21 november 2017, då han lämnade presidentposten sedan militären tvingat honom att avgå efter en kupp.
Rhodesia leddes från 1965 till 1979 av Ian Smith. Smiths parti, Rhodesiska fronten hade lovat att grundmura de vita rhodesiernas ställning och införde 1970 en ny grundlag, som från en inkomstbaserad röstskala övergick till öppet rassegregerade röstlängder, enligt vilken 50 parlamentsledamöter skulle tillsättas av vita väljare, åtta av svarta väljare, och ytterligare åtta av ett kollegium av afrikanska stamhövdingar. Detta motiverades med att de vitas proportion av skatteuppbäringen var större än deras proportion av representanter i parlamentet. Man utlovade att fördelningen gradvis skulle förändras i och med att utbildningsnivå, inkomst och tillgångar hos svarta förbättrades. Ingendera av dessa skedde dock i nämnvärd utsträckning, och regimen betraktades av större delen av omvärlden som en rasistisk minoritetsregim i linje med Sydafrika. 
De första allmänna valen ägde rum 1979 efter en överenskommelse två år tidigare, med 28 mandat av 100 reserverade för vita väljare. Efter den nya republiken Zimbabwes utropande 1980 reducerades dessa till 20 mandat, samtliga besatta av Smiths RF. I motsats till större delen av landets vita kvarstannade Smith i landet, och förblev en ihärdig kritiker av den nya regimen tills Mugabe genom en grundlagsändring lät avskaffa de sista mandaten vikta för vita väljare 1987, samtidigt som den svarta oppositionen neutraliserades med vapenmakt. Smith avled 2007 i Sydafrika, kort efter att ha lämnat landet. 

## Demografi

### Befolkning
| År   | Sydrhodesia     | Sydrhodesia        | Nordrhodesia   | Nordrhodesia       | Nyasaland     | Nyasaland          | Sammanlagt      | Sammanlagt         |
| År   | Vita            | Svarta             | Vita           | Svarta             | Vita          | Svarta             | Vita            | Svarta             |
| ---- | --------------- | ------------------ | -------------- | ------------------ | ------------- | ------------------ | --------------- | ------------------ |
| 1927 | 38,200 (3.98%)  | 922,000 (96.02%)   | 4,000 (0.4%)   | 1,000,000 (99.6%)  | 1,700 (0.13%) | 1,350,000 (99.87%) | 43,900 (1.32%)  | 3,272,000 (98.68%) |
| 1946 | 80,500 (4.79%)  | 1,600,000 (95.21%) | 21,919 (1.32%) | 1,634,980 (97.68%) | 2,300 (0.10%) | 2,340,000 (99.90%) | 104,719 (1.84%) | 5,574,980 (98.16%) |
| 1955 | 150,000 (5.88%) | 2,400,000 (94.12%) | 65,000 (3.02%) | 2,085,000 (96.98%) | 6,300 (0.25%) | 2,550,000 (99.75%) | 221,300 (3.05%) | 7,035,000 (96.95%) |
| 1960 | 223,000 (7.30%) | 2,830,000 (92.70%) | 76,000 (3.14%) | 2,340,000 (96.85%) | 9,300 (0.33%) | 2,810,000 (99.66%) | 308,300 (3.72%) | 7,980,000 (96.28%) |

### Språk
Framför allt talades engelska av den vita befolkningen, därtill talades även afrikaans av ett mindre antal. Vidare visade uppskattningar att den svarta majoritetsbefolkning utgjordes till 70 % av  shonatalande och omkring 20 % av ndebeletalande. Den indiska minoriteten uppges ha talat gujarati.